# Lasius nigrescens
Lasius nigrescens är en myrart som beskrevs av Hermann Stitz 1930. Lasius nigrescens ingår i släktet Lasius och familjen myror. Inga underarter finns listade i Catalogue of Life.